# Amir Hossein Hosseini
Amir Hossein Hosseini (pers. امیرحسین حسینی, ur. 1997) – irański zapaśnik walczący w stylu wolnym. Wicemistrz Azji w 2020. Srebrny medalista wojskowych MŚ w 2024. Wicemistrz Azji juniorów w 2017 roku.